# Нейенгоф
Не́йенгоф (нем. Neuenhof), также мыза Ко́зе-У́уэмыйза (эст. Kose-Uuemõisa mõis), мыза У́уэмыйза (эст. Uuemõisa mõis) — рыцарская мыза в уезде Харьюмаа, Эстония. Находится на территории посёлка Козе-Ууэмыйза. Согласно историческому административному делению относилась к приходу Козе. В годы Российской империи находилась на территории Эстляндской губернии и относилась к приходу Кош.

## История
Мыза является одной из старейших в Харьюмаа: первое упоминание о ней относится к 1340 году, когда её название было записано на латыни как Nova Curia. Позже название трансформировалось в немецкоязычный вариант Neuenhof, которое в переводе также вошло и в эстонский язык.
В 15–16-м столетиях мыза принадлежала дворянскому семейству Таубе. Средневековая мыза тогда имела вид вассального городища или защищённого жилого строения, построенного из камня.
С мызой связаны некоторые события Ливонской войны. В сентябре 1572 года шведы решили послать из Ревеля на помощь своим войскам в Пайде два артиллерийских орудия. Во время рождественских праздников (24-25 декабря) была сделана промежуточная остановка в Козе-Ууэмыйза. Чуть позже на мызе появились мызники-дворяне, которые напились допьяна из мызных запасов. 11 января 1573 года на Нейенгоф напало русское войско, состоявшее из 5000 солдат. В начавшемся сражении были убиты многие защитники мызы, оставшиеся в живых бежали. Попавшие в русский плен шведы, а также некоторые крестьяне были убиты, мыза разграблена и сожжена.
Разрушенная мыза была восстановлена после окончания польско-шведской войны. В 1622 году Робрехт фон Таубе (Robrecht von Taube) продал мызу своему родственнику Иоганну фон Рехенбергу (Johann von Rechenberg), от которого мыза по женской линии в порядке наследования на два столетия перешла во владение семейства Тизенгаузенов.
Тизенгаузен в обращении с крестьянами превосходил других помещиков своей грубостью и жестокостью, в результате чего в 1805 году в Козе-Ууэмыйза произошло одно из крупнейших крестьянских восстаний Эстонии — война Козе-Ууэмыйза.
В 1834 году Тизенгаузены продали Нейенгоф Вильгельму фон Штральборну (Wilhelm von Straelborn), а тот в 1850 году продал мызу петербурженке немецкого происхождения Натали-Каролине Иксюль (Natalie-Caroline Uexküll). В годы своего владения мызой она выстроила её в представительном виде. После её смерти в 1911 году владельцем мыза стал её сын Вольдемар (Woldemar von Uexküll).
Икскюли были дружественно настроены по отношению к эстонцам и являлись большими поклонниками искусства. Библиотека Вольдемара Иксюля была одной из самых больших среди мыз Эстонии, в ней насчитывалось 9500 томов.
Во время революционных событий 1905 года отряд из почти ста крестьян уничтожил оборудование мызной водочной фабрики и разрушил мебель в господском доме. Начавшийся в здании пожар работники мызы всё же смогли потушить.

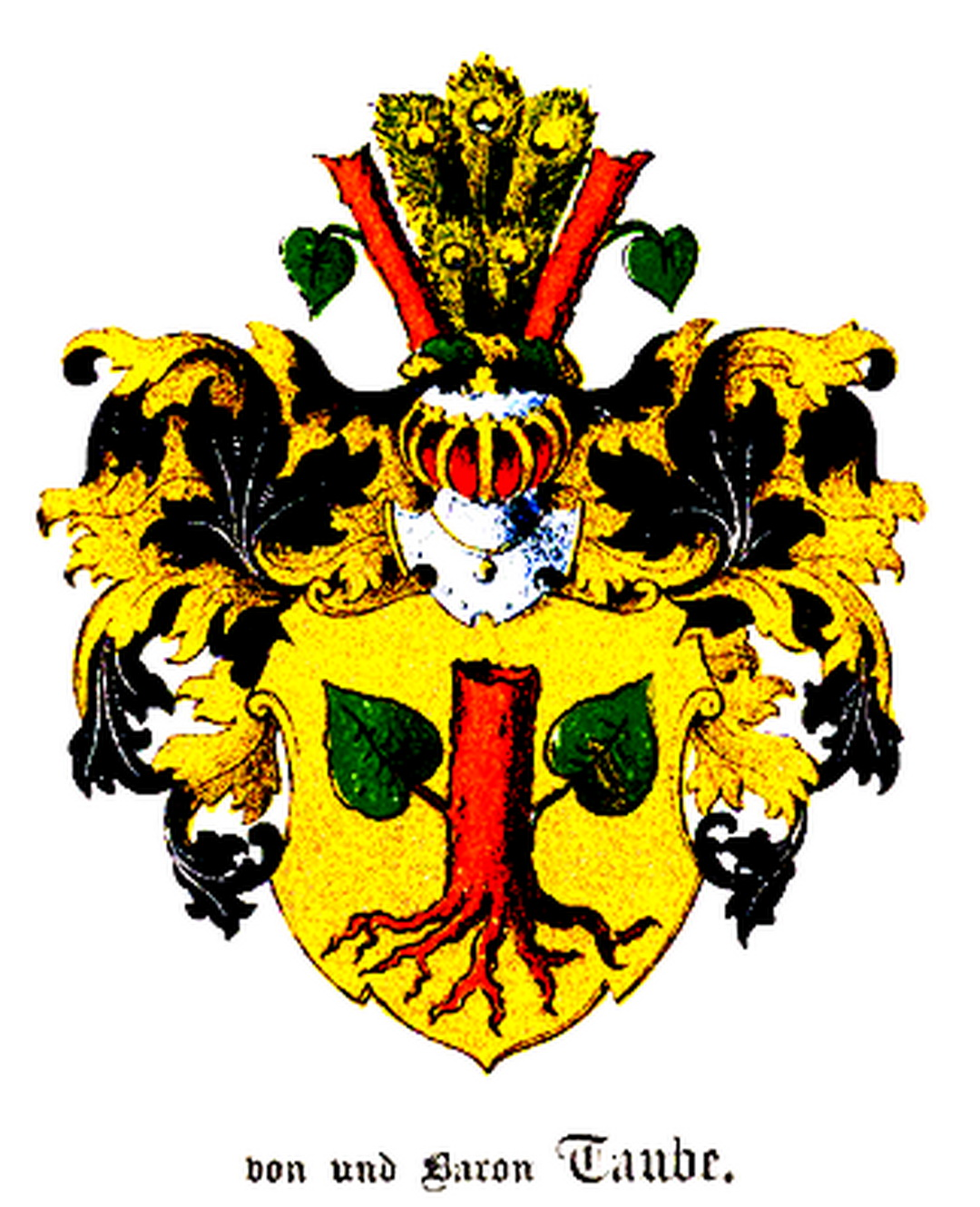
Герб Таубе
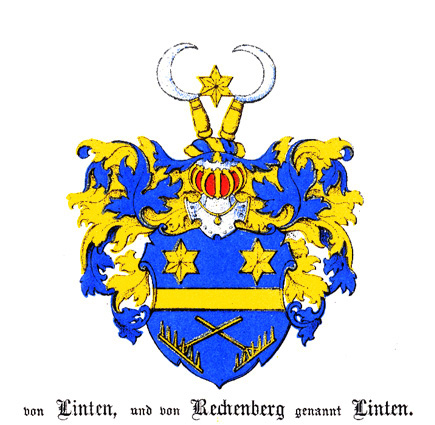
Герб Рехенбергов
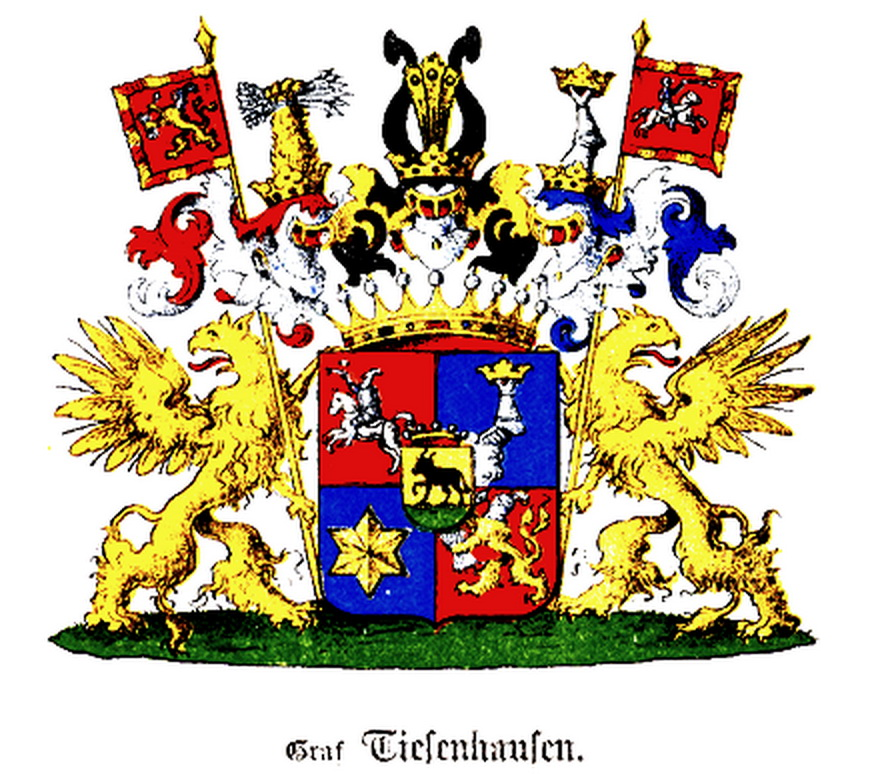
Герб Тизенгаузенов
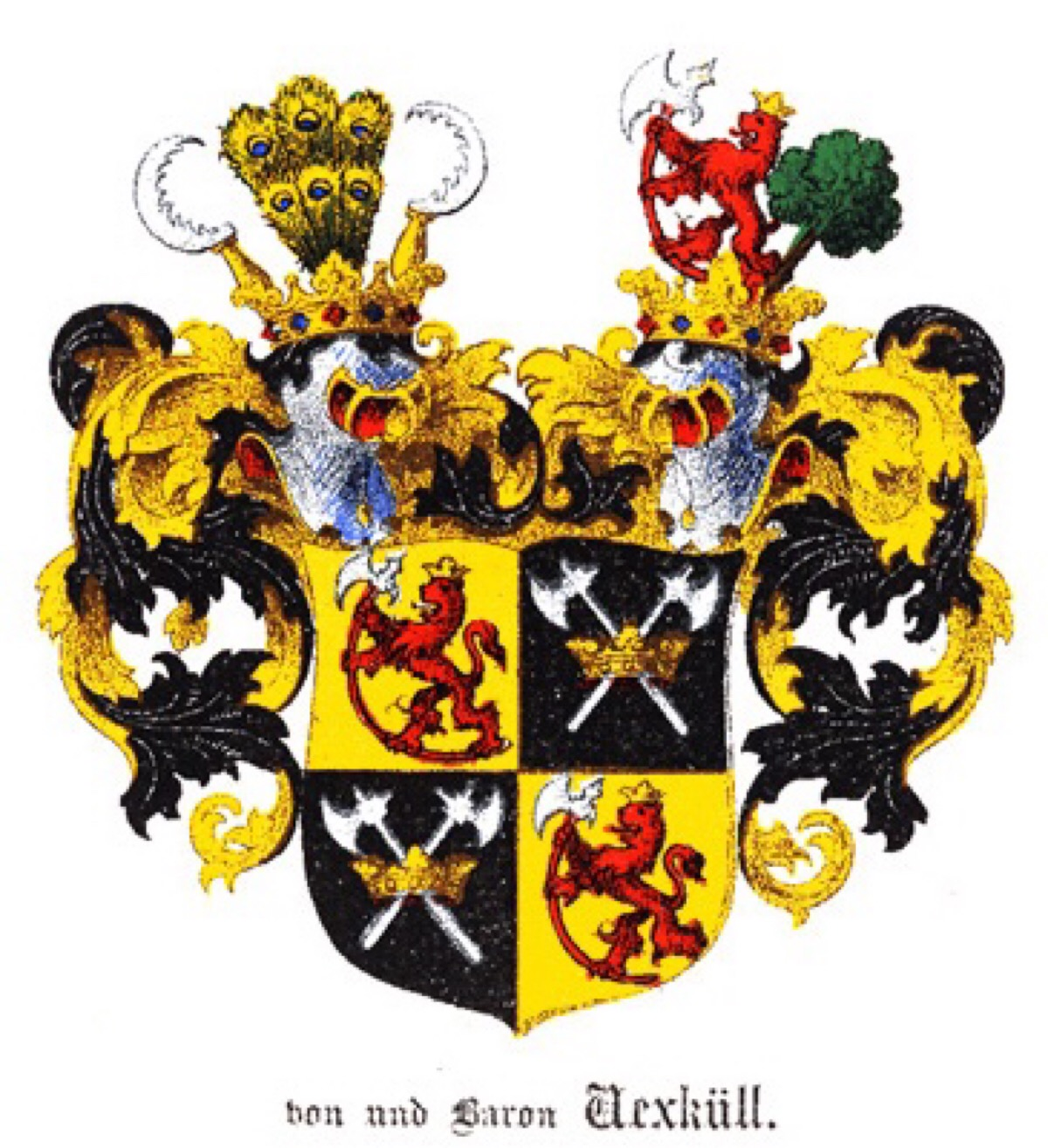
Герб Икскюлей

В ходе земельной реформы 1919 года мыза была национализирована, её земли поделены между крестьянами. Сын Вольдемара фон Икскюля Генрих получил часть мызы в аренду на 1920–1923 годы. Недолгое время в главном здании мызы располагалась начальная школа деревни Куйвайыэ.
С 1933 года на мызе работал дом для девочек, оставшихся без родительской опеки, который действовал до 1940 года, когда советская власть запретила деятельность Общества внутренней миссии (Sisemisjoni Selts). Некоторое время большой господский дом стоял пустым, через него проходили войска, для своих нужд его разрушали местные жители. Весной 1943 года здесь была открыта школа-интернат для умственно отсталых детей. Её основателем был один из самых признанных первых дефектологов Эстонии Хуго Вальма. На приведение в порядок полуразрушенного дома ушло много времени.
Во второй половине XX столетия в центре мызы и в её окрестностях было возведено множество строений, в результате чего Нейенгоф превратилась в большой посёлок.
В настоящее время в главном здании мызы работает современное, по европейским нормам, учебное заведение — школа Козейыэ для детей с трудностями в учёбе. Там же расположен местный краеведческий музей.

## Главное здание

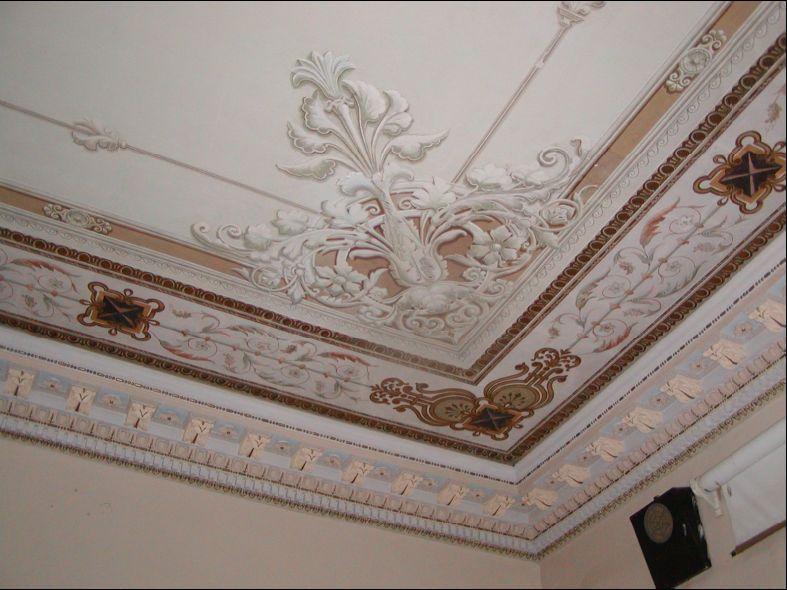
Фрагмент потолка в зале главного здания

В 1850-х годах, когда мызой владела Натали-Каролине Икскюль, было возведено главное здание мызы, сохранившееся до настоящего времени.
Центральная часть здания и его крылья двухэтажные, между собой их изначально объединяли одноэтажные части. У дома ранее были сравнительно плоские крыши. Толстые стены центральной части дома являются остатками средневекового укреплённого здания.
Симметричный фасад здания в стиле позднего классицизма украшают высокие круглые окна в стиле неоренессанса, мощный зубчатый карниз крыши над центральной частью, вестибюль перед главным входом и лестница со стороны сада. Окно посередине второго этажа ранее украшал фронтон с гербом. Почти все анфиладные представительские помещения имели украшенные орнаментальной росписью потолки; к настоящему времени эта роспись сохранилась только в одном зале.
Когда особняк передали школе, его одноэтажные части были перестроены в двухэтажные. Рядом также было построено новое школьное здание.

## Мызный комплекс
Нейенгоф является одним из самых зрелищных мызных ансамблей свободной планировки в Эстонии.
У мызы было несколько хозяйственных построек, которые в основном располагались к востоку и северо-востоку от главного здания. В настоящее время они находятся в несколько перестроенном виде. Сохранились расположенные по краям въездной дороги гранитные обелиски. К востоку от главного здания находится большой парк. Сохранились руины центральной каменной части находившейся там оранжереи.
В полукилометре к северо-западу от мызы, в излучине реки Пирита, находятся семейное кладбище Икскюлей и руины построенной в 1886 году в стиле неоготики кладбищенской часовни. Эта часовня является одним из самых примечательных малых строений Эстонии в стиле неоготики, в котором красный кирпич дополняют детали, мастерски выдолбленные из плитняка. Над порталом часовни выполнен скульптурный герб Икскюлей. Первым захороненным в часовне был Якоб Иоганн фон Икскюль (Jakob Johann von Uexküll), супруг Натали фон Икскюль, умерший в Германии в 1885 году. Позже его прах был перевезён обратно на родную землю. 

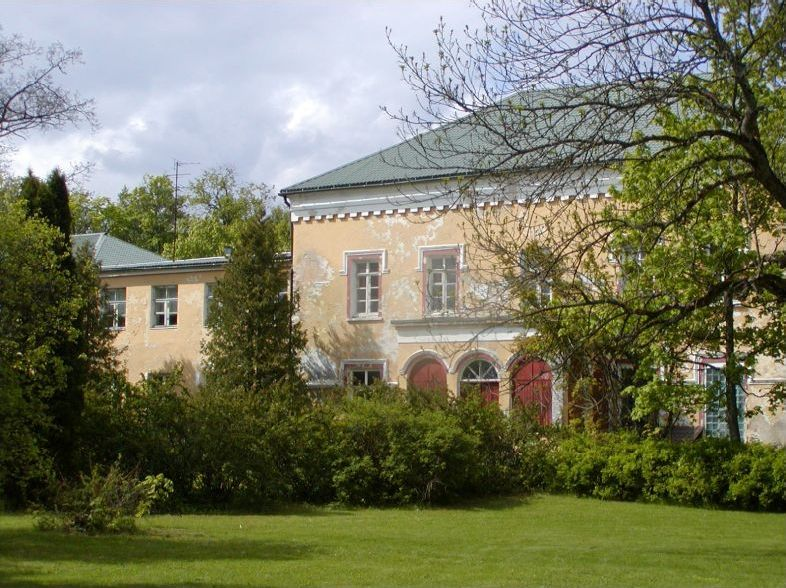
Главное здание в 2004 году

В Государственный регистр памятников культуры Эстонии внесены 10 объектов мызного комплекса:
- главное здание мызы, при инспектировании 30.11.2018 находилось в удовлетворительном состоянии[2];
- мызный парк, при инспектировании 22.08.2020 находился в запущенном состоянии[3];
- часовня, при инспектировании 20.07.2018 находилась в удовлетворительном состоянии[4];
- привратные гранитные столбы, при инспектировании 20.07.2018 находились в хорошем состоянии[5];
- каменная мызная ограда, при инспектировании 09.11.2018 находилась в удовлетворительном состоянии[6];
- чугунный фонарный столб, при инспектировании 04.03.2020 находился в плохом состоянии[7];
- дом прислуги, при инспектировании 09.05.2016 находился в удовлетворительном состоянии[8];
- ледяной погреб, при инспектировании 09.11.2018 находился в плохом состоянии[9];
- погреб, при инспектировании 09.11.2018 находился в плохом состоянии[10];
- мызное кладбище, при инспектировании 02.11.2020 находилоcь в заброшенном состоянии[11].

## Галерея

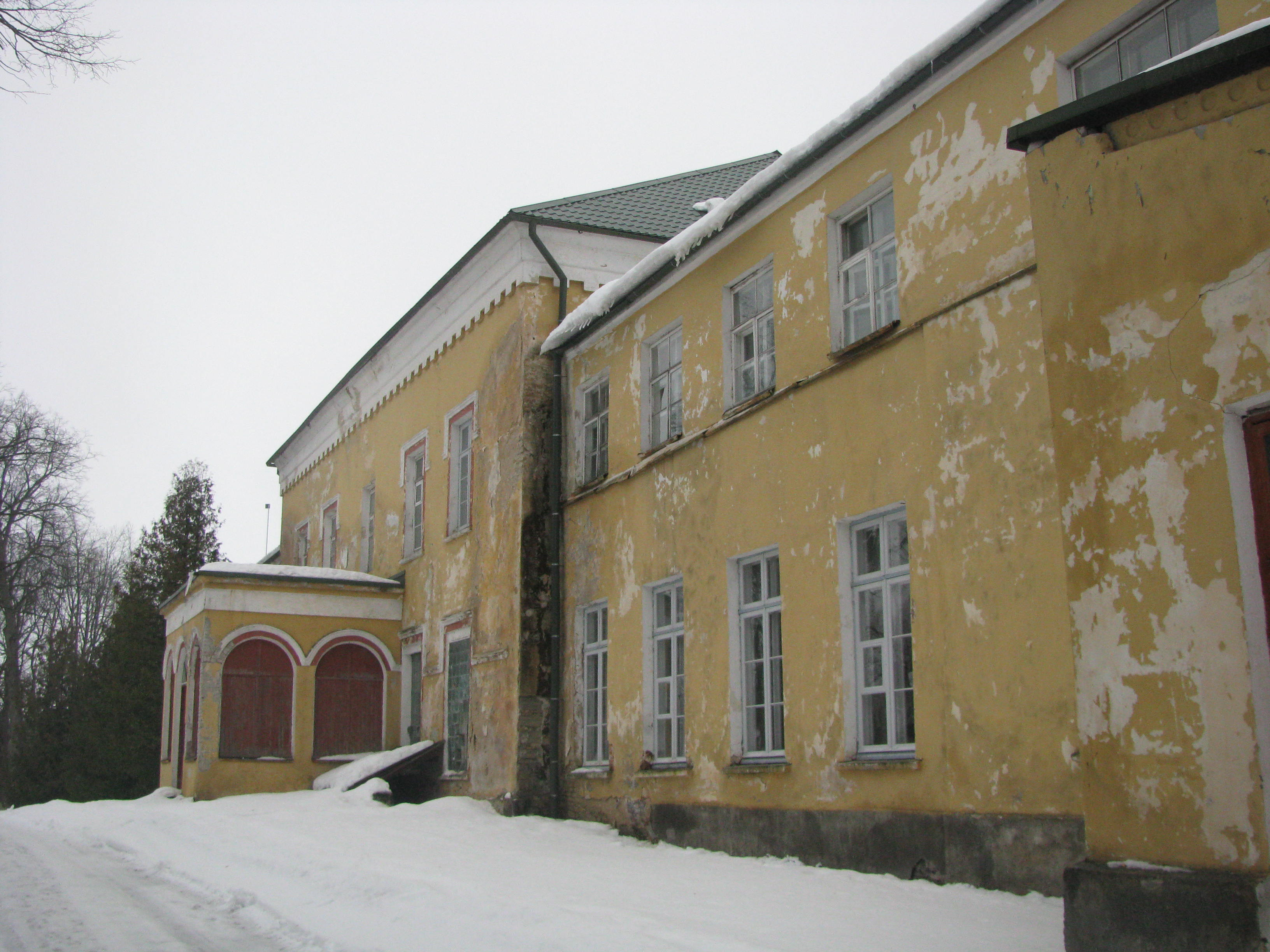
Передний фасад главного здания в марте 2012 года
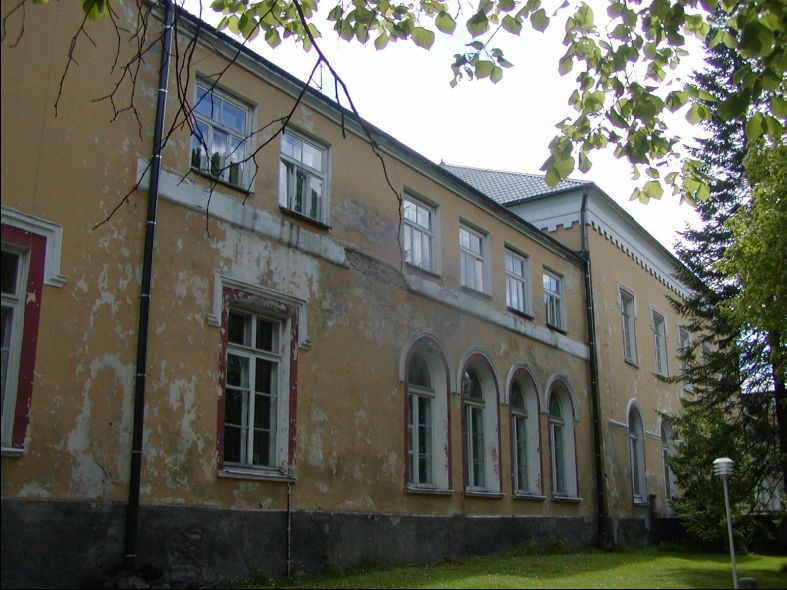
Задний фасад главного здания в 2004 году
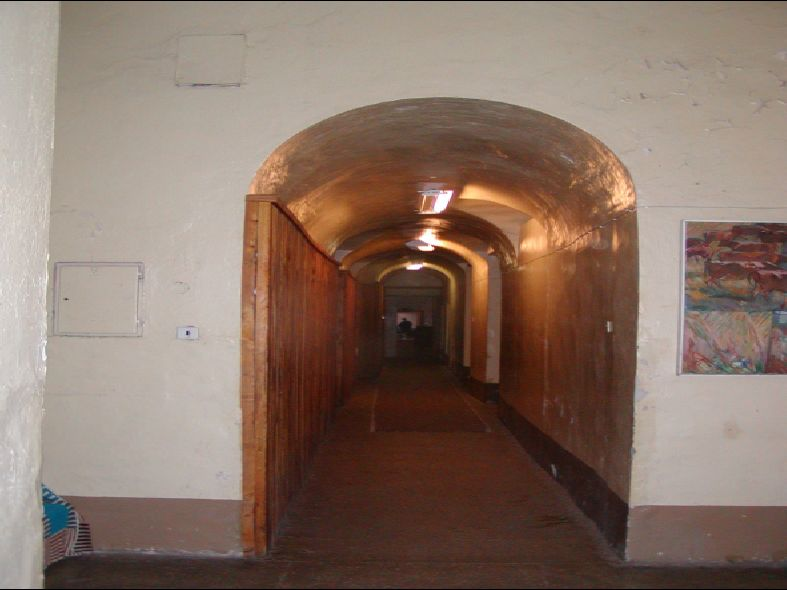
Коридор в северном крыле главного здания
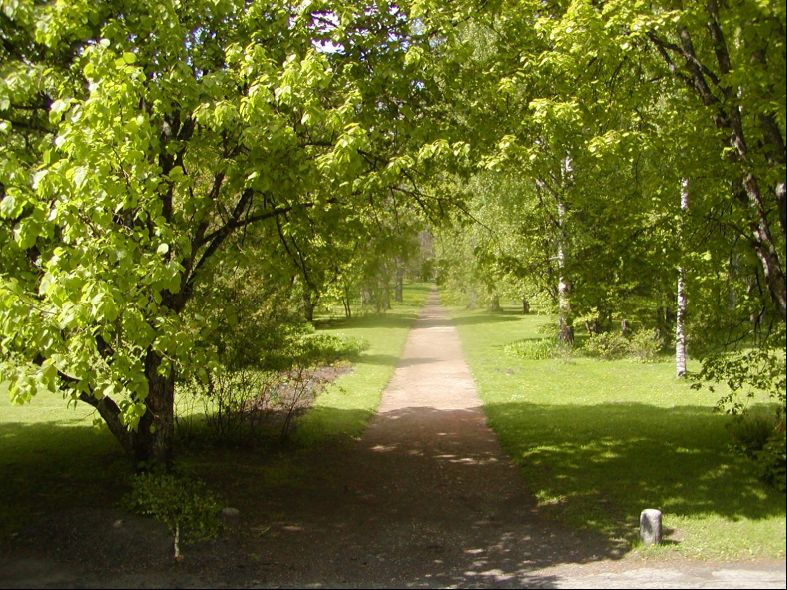
Парк
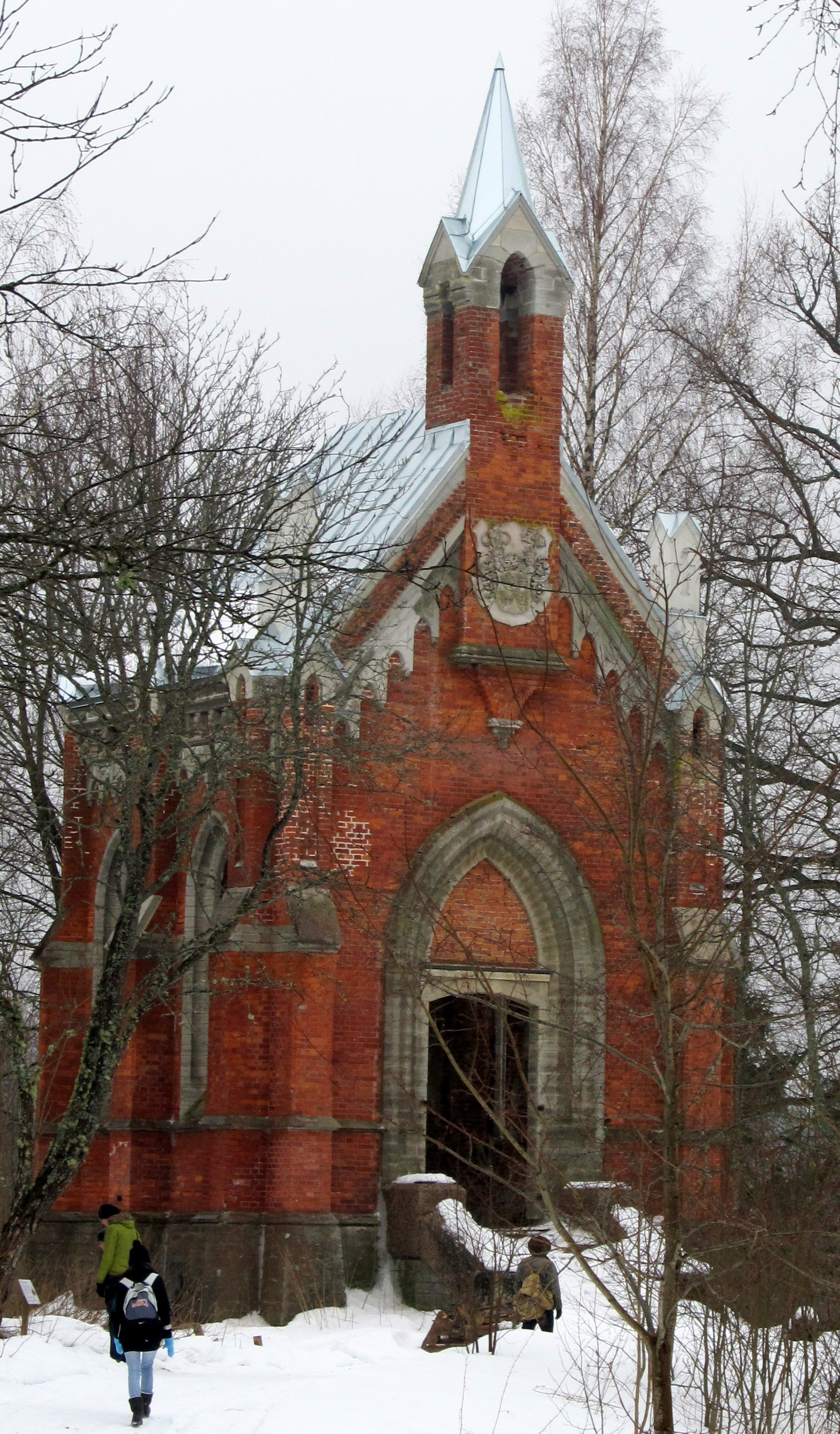
Часовня
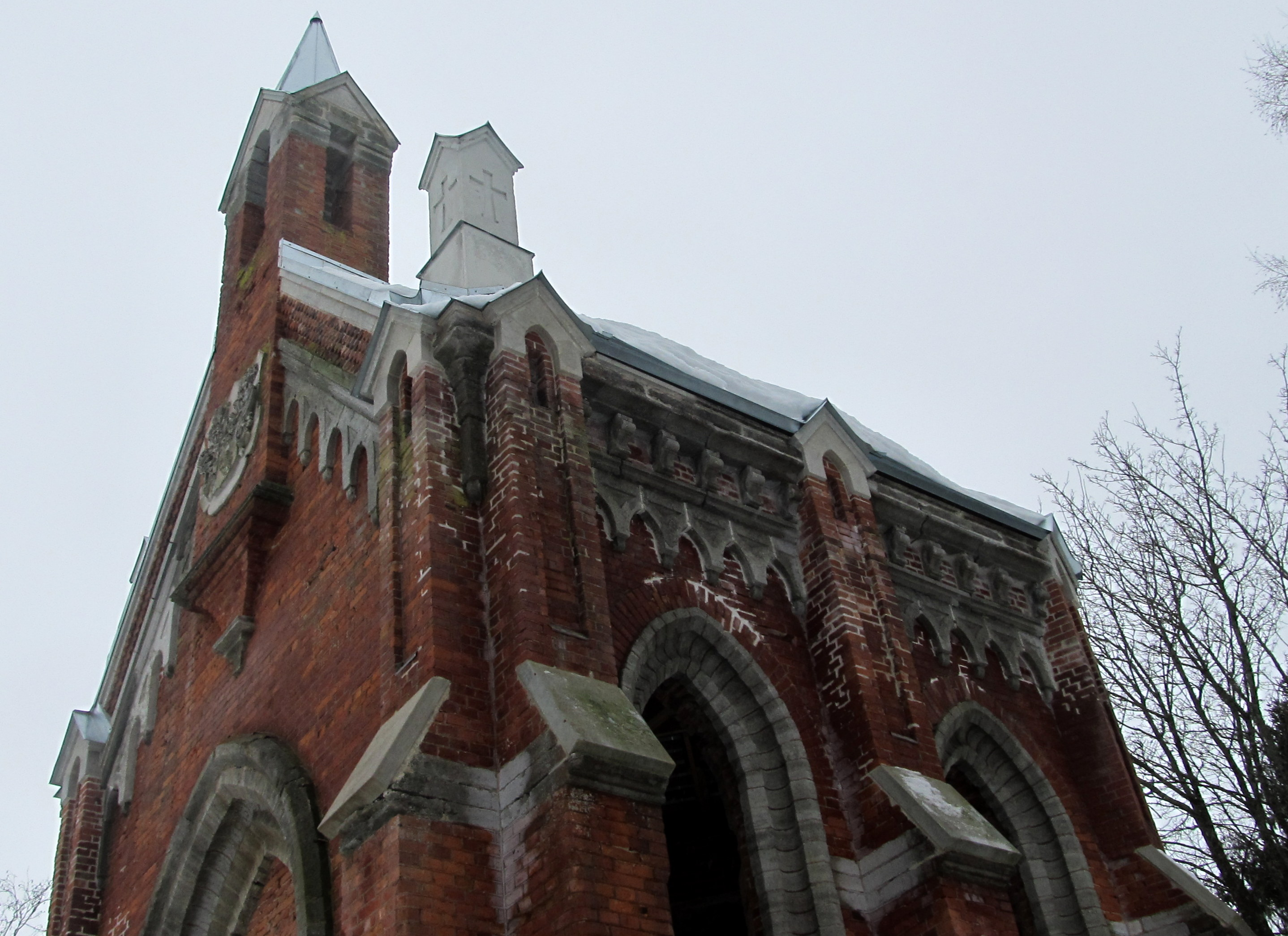
Фрагмент часовни
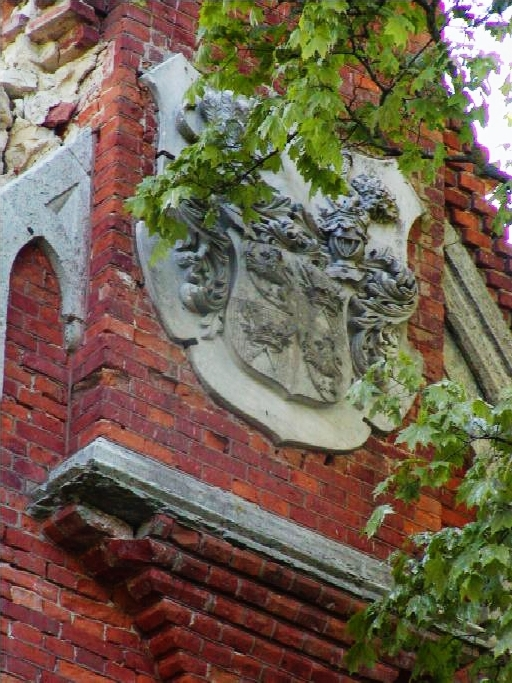
Герб на часовне
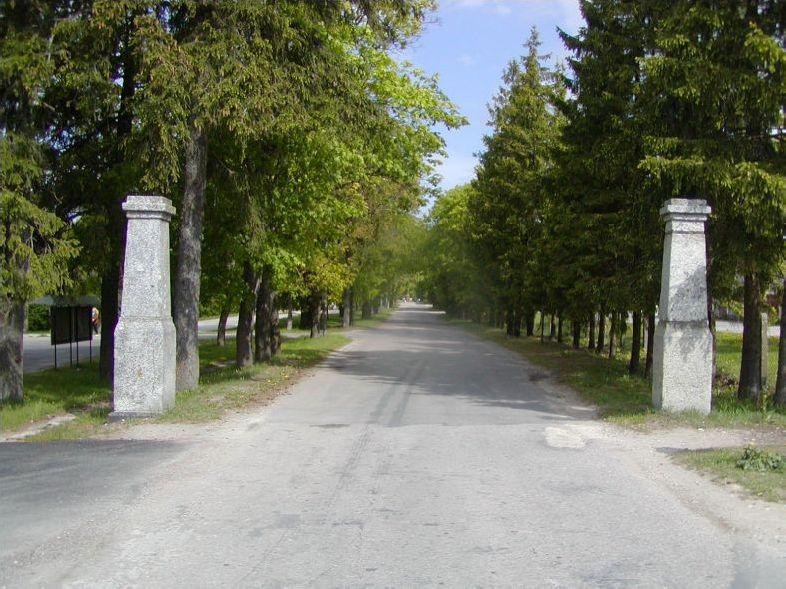
Гранитные столбы мызной ограды
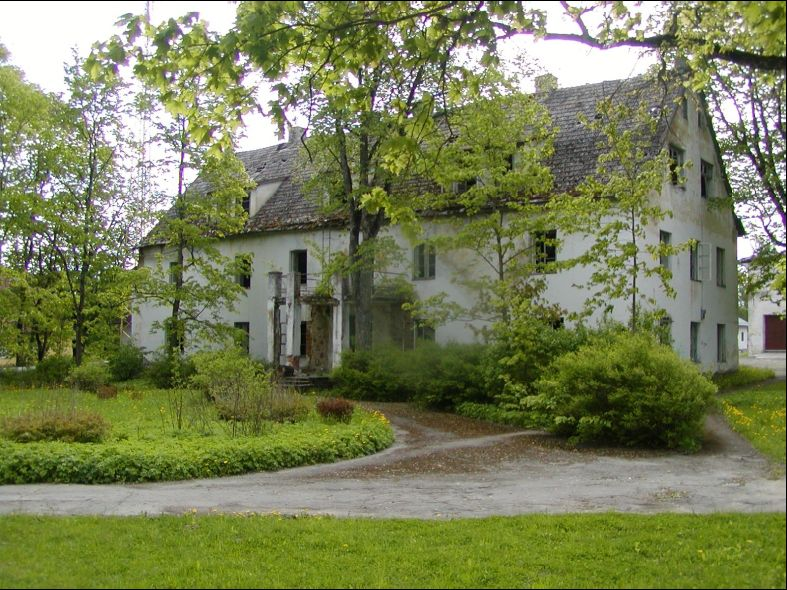
Дом управляющего мызой